# The Undying Darkness
The Undying Darkness — альбом німецького металкор-гурту Caliban, котрий вийшов 27 лютого 2006 року.

## Композиції
1. «Intro» — 1:05
2. «I Rape Myself» — 3:25
3. «Song About Killing» — 3:21
4. «It's Our Burden to Bleed» — 3:50
5. «Nothing Is Forever» — 3:56
6. «Together Alone» — 3:12
7. «My Fiction Beauty» — 4:42
8. «No More 2nd Chances» — 4:06
9. «I Refuse to Keep on Living…» — 5:06
10. «Sick of Running Away» — 3:47
11. «Moment of Clarity» — 2:41
12. «Army of Me» — 3:33 (кавер Бйорк)
13. «Room of Nowhere» — 3:44

## Персонал
- Андреас Дйорнер (Andreas Dörner) — вокаліст
- Деніс Шмідт (Denis Schmidt) — гітарист, вокаліст
- Марк Гйортц (Marc Görtz) — гітарист
- Марко Шаллер (Marco Schaller) — басист
- Патрік Грюн (Patrick Grün) — барабанщик

### Додатковий персонал
- Міле Петроцца (Mille Petrozza) з гурту Kreator — на пісні 11
- Танья Кеілен (Tanja Keilen) з гурту Sister Love — на пісні 12
- Скай Хофф (Sky Hoff) з гуртів Machinemade God і Butterfly Coma — на піснях 5 і 12
- Енді Сніп (Andy Sneap) — мікс

| Диск | Це незавершена стаття про музичний альбом. Ви можете допомогти проєкту, виправивши або дописавши її. |